# Turn Him Out
Turn Him Out è un cortometraggio muto del 1913 diretto da Charles H. France.

## Produzione
Il film fu prodotto dalla Selig Polyscope Company.

## Distribuzione
Distribuito dalla General Film Company, il film - un cortometraggio di 225 metri - uscì nelle sale cinematografiche statunitensi il 18 marzo 1913. Nelle proiezioni, veniva programmato con il sistema dello split reel, accorpato in un'unica bobina con un altro cortometraggio prodotto dalla Selig, il documentario Pekin, China.